# 小淵沢市
もしかして
- 北杜市
- 小淵沢町

のいずれかではありませんか？